# Kersti Kaljulaid

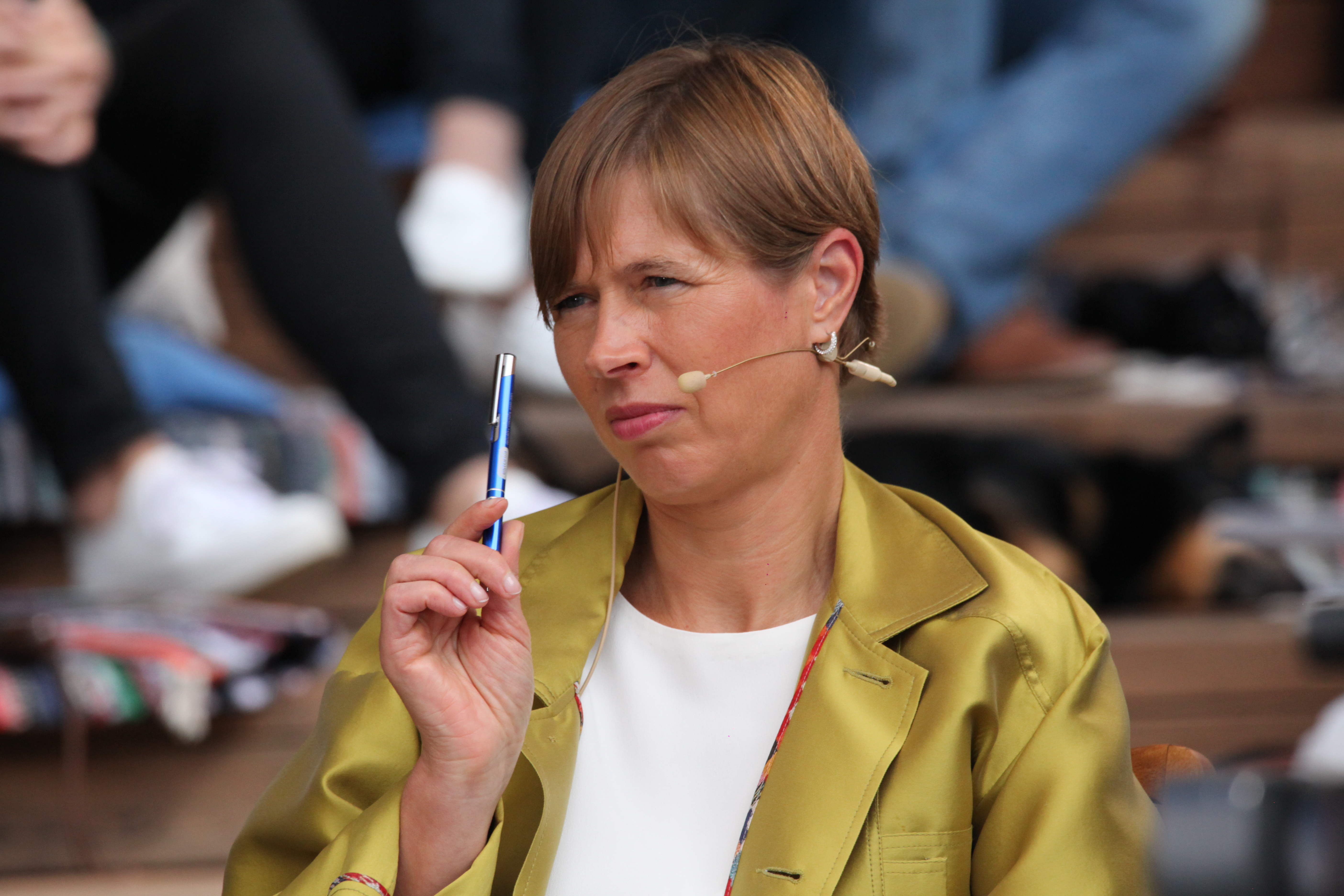
Kersti Kaljulaid (2021)

Kersti Kaljulaid (Tartu, 30 december 1969) is een Estische politica. Van 10 oktober 2016 tot 11 oktober 2021 was zij president van Estland, de eerste vrouw in dit ambt.

## Loopbaan
Kaljulaid studeerde in 1992 aan de Universiteit van Tartu cum laude af in de genetica. In 2001 rondde ze een masteropleiding bedrijfskunde af. Aan het einde van de jaren negentig werkte ze onder meer voor Hansabank. Ze was van 12 april 1999 tot februari 2002 werkzaam als economisch adviseur voor Mart Laar tijdens diens tweede zittingsperiode als premier. Hierna werkte ze als directrice van de energiecentrale in Iru. Ze zit tevens in de raad van bestuur van de Universiteit van Tartu.
Kaljulaid werd in februari 2004 door Estland, dat in mei van dat jaar zou toetreden tot de Europese Unie, voorgedragen voor het lidmaatschap van de Europese Rekenkamer (ERK). Het Europees Parlement keurde deze voordracht op 5 mei 2004 goed (526 voor- en 19 tegenstemmen) en twee dagen later werd Kaljulaid lid van de ERK. Ze was in het begin van haar ambtsperiode lid van Kamer II (structuurbeleid, vervoer, onderzoek en energie). Een verlenging van haar ambtstermijn met nogmaals zes jaar werd op 7 mei 2010 door het Europees Parlement met 561 voor- en 13 tegenstemmen goedgekeurd. Vanaf 2010 maakte ze deel uit van de CEAD-kamer (coördinatie, evaluatie, certificering en ontwikkeling) en van Kamer I (instandhouding en beheer van de natuurlijke hulpbronnen) van de ERK.
In het najaar van 2016 werd Kaljulaid voorgedragen als kandidaat voor het Estische presidentschap, nadat de politieke partijen er niet in slaagden in de eerste ronde een opvolger voor Toomas Hendrik Ilves te vinden. Kaljulaid werd als consensusfiguur door 81 van de 101 stemgerechtigden verkozen, en werd zo de eerste vrouwelijke president van Estland.

## President van Estland
Tijdens haar presidentschap wist Estland voor twee jaar een zetel in de VN Veiligheidsraad te bemachtigen; Kaljulaid had zich hier persoonlijk voor ingezet. Daarnaast promootte zij Estland als digitale koploper (e-Stonia), waarmee ze de lijn van haar voorganger Ilves voortzette. In eigen land vroeg ze regelmatig aandacht voor het probleem van huiselijk geweld en riep ze op tot tolerantie en integratie (met name van de Russischtalige minderheid). Volgens peilingen werd de invulling van haar presidentschap door de meeste Esten gewaardeerd, maar haar relatie met de Riigikogu en de regering was soms moeizaam. Ze kwam in conflict met premier Jüri Ratas, toen diens partij werd verdacht van betrokkenheid bij een corruptieschandaal. Daarnaast had ze meerdere malen openlijk kritiek op uitspraken van politici van EKRE, een partij die onderdeel was van de regering-Ratas. Ook voelde de regering zich gepasseerd toen ze in 2019 op eigen initiatief een bezoek bracht aan de Russische president Poetin. Een gevolg hiervan was dat Kaljulaid niet genoeg steun wist te verkrijgen voor een tweede termijn als president. Ze werd opgevolgd door Alar Karis, die daarvoor werkzaam was als directeur van het Nationaal Museum.

## Privé
Kersti Kaljulaid heeft een dochter en een zoon uit haar eerste huwelijk. Ze heeft ook drie kleinkinderen. Sinds 2011 is ze getrouwd met Georgi-Rene Maksimovski, met wie ze twee zoons heeft. Haar halfbroer Raimond Kaljulaid kreeg in 2019 namens de Sociaaldemocratische Partij een zetel in de Riigikogu.